# Country Club Hills
Country Club Hills es una ciudad ubicada en el condado de Cook en el estado estadounidense de Illinois. En el Censo de 2010 tenía una población de 16541 habitantes y una densidad poblacional de 1.320,62 personas por km².

## Geografía
Country Club Hills se encuentra ubicada en las coordenadas 41°33′48″N 87°43′32″O / 41.56333, -87.72556. Según la Oficina del Censo de los Estados Unidos, Country Club Hills tiene una superficie total de 12.53 km², de la cual 12.48 km² corresponden a tierra firme y (0.37%) 0.05 km² es agua.

## Demografía
Según el censo de 2010, había 16541 personas residiendo en Country Club Hills. La densidad de población era de 1.320,62 hab./km². De los 16541 habitantes, Country Club Hills estaba compuesto por el 8.72% blancos, el 87.13% eran afroamericanos, el 0.24% eran amerindios, el 0.99% eran asiáticos, el 0.04% eran isleños del Pacífico, el 1.09% eran de otras razas y el 1.79% pertenecían a dos o más razas. Del total de la población el 2.79% eran hispanos o latinos de cualquier raza.